# ليفربول موسم 1983–84
موسم 1983–84 هو الموسم الثاني والتسعين لنادي ليفربول لكرة القدم وموسمه الثاني والعشرين على التوالي في الدرجة الأولى. كان هذا هو موسم ليفربول الأول تحت إدارة جوي فاغان، الذي تمت ترقيته من الطاقم التدريبي بعد تقاعد بوب بيزلي، مديرهم في المواسم التسعة الماضية والذي فاز بكأس كبير واحد على الأقل في جميع مواسمه باستثناء الموسم الأول (بما في ذلك ستة ألقاب في الدوري وثلاثة كؤوس أوروبية). وانتهى الموسم الأول لفاجان كمدير فني بأن أصبح ليفربول أول فريق في إنجلترا يفوز بثلاثة ألقاب كبرى في نفس الموسم، حيث فاز بلقب الدوري وكأس أوروبا وكأس الرابطة. لقد تغلبوا على روما بركلات الترجيح ليفوزوا بكأس أوروبا للمرة الرابعة (فوزهم الأوروبي السادس بشكل عام)، وهزموا غريمهم في ميرسيسايد إيفرتون في إعادة نهائي كأس الرابطة، وقاتلوا ضد تحدي من أمثال ساوثهامبتون
وكان نجم الموسم بلا شك هو المهاجم إيان راش، الذي سجل 32 هدفًا في الدوري و47 في جميع المسابقات. 
كان هذا هو الموسم الأخير في النادي للاعب خط الوسط غرايم سونيس، الذي تم بيعه إلى نادي سامبدوريا الإيطالي في نهاية الموسم. 
يعتبر هذا الفريق أحد أعظم فرق ليفربول على مر التاريخ ويعتبر أحد أعظم الفرق في تاريخ كرة القدم   